# Humberto Martins Ribeiro
Humberto Martins Ribeiro (Alagoas, 1898 — Goiás, 27 de abril de 1947) foi um político brasileiro.
Foi governador de Goiás, de 11 de agosto a 27 de outubro de 1930.